# Campeonato Sérvio de Voleibol Masculino
O Campeonato Sérvio de Voleibol Masculino, também conhecido como Superliga Banka Poštanska Štedionica por questão de patrocínio, é a principal competição de voleibol masculino da Sérvia. O torneio – criado em 2006 logo após a queda do Estado da Sérvia e Montenegro – é administrado pela Associação de Voleibol da Sérvia (em sérvio:  Odbojkaški Savez Srbije, OSS) e concede ao seu campeão vaga direta à Liga dos Campeões da Europa.

## Histórico
Em 1945, o primeiro campeonato da Iugoslávia foi disputado em Subotica, no qual participaram seleções de repúblicas individuais – o título foi conquistado pela seleção croata.
A partir de 1946, foram organizados campeonatos iugoslavos nos quais os clubes participaram. A dissolução da República Socialista Federativa da Iugoslávia em 1991 levou à organização do campeonato da República Federal da Iugoslávia da temporada 1991–92, do qual participaram apenas seleções da Sérvia e Montenegro. Em fevereiro de 2003, a República Federal da Iugoslávia mudou seu nome para Sérvia e Montenegro, portanto, a partir da temporada 2003–04, foi organizada a primeira liga da Sérvia e Montenegro. Depois que Montenegro conquistou a independência em junho de 2006, duas ligas independentes foram organizadas – a Superliga da Sérvia e a Primeira Liga Montenegrina.
De 2006 a 2016, o patrocinador titular da liga era a empresa de seguros Wiener Städtische, fazendo com que o nome comercial da competição fosse Wiener Städtische LIGA. Desde a temporada 2017–18, o patrocinador titular da liga é o banco Banka Poštanska štedionica, alterando o nome do torneio para Superliga Banka Poštanska Štedionica.
Devido à pandemia de COVID-19, a temporada de 2019–20 foi interrompida no dia 16 de março de 2020, após 23 rodadas. Em 28 de abril do mesmo ano, a OSS decidiu encerrar a competição, concedendo o título a equipe do Vojvodina Novi Sad, com sabe na posição da equipe no momento da interrupção. Apenas a equipe do OK Jedinstvo Stara Pazova foi rebaixada para a segunda divisão sérvia.

## Resultados
| CAMPEONATO SÉRVIO DE VOLEIBOL MASCULINO | CAMPEONATO SÉRVIO DE VOLEIBOL MASCULINO | CAMPEONATO SÉRVIO DE VOLEIBOL MASCULINO | CAMPEONATO SÉRVIO DE VOLEIBOL MASCULINO | CAMPEONATO SÉRVIO DE VOLEIBOL MASCULINO |
| Temporada                               | Campeão                                 | Vice-campeão                            | Terceiro lugar                          |                                         |
| --------------------------------------- | --------------------------------------- | --------------------------------------- | --------------------------------------- | --------------------------------------- |
| 2006–07 Detalhes                        | Vojvodina Novi Sad                      | Ribnica Kraljevo                        | Radnički Kragujevac                     |                                         |
| 2007–08 Detalhes                        | Crvena Zvezda                           | Radnički Kragujevac                     | Vojvodina Novi Sad                      |                                         |
| 2008–09 Detalhes                        | Radnički Kragujevac                     | Vojvodina Novi Sad                      | Crvena Zvezda                           |                                         |
| 2009–10 Detalhes                        | Radnički Kragujevac                     | Crvena Zvezda                           | Partizan Belgrado                       |                                         |
| 2010–11 Detalhes                        | Partizan Belgrado                       | Vojvodina Novi Sad                      | Crvena Zvezda                           |                                         |
| 2011–12 Detalhes                        | Crvena Zvezda                           | Vojvodina Novi Sad                      | Radnički Kragujevac                     |                                         |
| 2012–13 Detalhes                        | Crvena Zvezda                           | Partizan Belgrado                       | Radnički Kragujevac                     |                                         |
| 2013–14 Detalhes                        | Crvena Zvezda                           | Vojvodina Novi Sad                      | Partizan Belgrado                       |                                         |
| 2014–15 Detalhes                        | Crvena Zvezda                           | Partizan Belgrado                       | Vojvodina Novi Sad                      |                                         |
| 2015–16 Detalhes                        | Crvena Zvezda                           | Vojvodina Novi Sad                      | Novi Pazar                              |                                         |
| 2016–17 Detalhes                        | Vojvodina Novi Sad                      | Crvena Zvezda                           | Novi Pazar                              |                                         |
| 2017–18 Detalhes                        | Vojvodina Novi Sad                      | Novi Pazar                              | Spartak Subotica                        |                                         |
| 2018–19 Detalhes                        | Vojvodina Novi Sad                      | Crvena Zvezda                           | Spartak Subotica                        |                                         |
| 2019–20 Detalhes                        | Vojvodina Novi Sad                      | OK Niš                                  | Partizan Belgrado                       |                                         |
| 2020–21 Detalhes                        | Vojvodina Novi Sad                      | Partizan Belgrado                       | Radnički Kragujevac                     |                                         |
| 2021–22 Detalhes                        | Vojvodina Novi Sad                      | Spartak Subotica                        | Crvena Zvezda                           |                                         |
| 2022–23 Detalhes                        | Partizan Belgrado                       | Vojvodina Novi Sad                      | Radnički Kragujevac                     |                                         |